# Ichoria semiopaca
Ichoria semiopaca är en fjärilsart som beskrevs av Paul Dognin 1906. Ichoria semiopaca ingår i släktet Ichoria och familjen björnspinnare. Inga underarter finns listade i Catalogue of Life.